# Актив (бухгалтерия)
Акти́в (англ. asset) — часть бухгалтерского баланса (левая сторона), отражающая состав и стоимость имущества организации на определённую дату; совокупность имущества, принадлежащего юридическому лицу или предпринимателю.

## Определение
Бухгалтерский баланс включает два раздела активов: оборотные и внеоборотные активы. К оборотным активам относятся активы, которые используются (расходуются) в процессе повседневной хозяйственной деятельности. Например: материальные запасы, дебиторская задолженность, денежные средства и так далее. К внеоборотным активам относятся активы, изъятые из хозяйственного оборота, но отражаемые в бухгалтерском учёте. Например: основные средства, нематериальные активы, долгосрочные вложения и так далее.
В экономической теории также выделяют виды активов по степени их ликвидности (то есть их способности быть быстро проданными по цене, близкой к рыночной): высоколиквидные, низколиквидные и неликвидные активы. Самым высоколиквидным активом являются сами деньги. Слово используется также для обозначения любой собственности, имущества организации.
Активы — это ресурсы, контролируемые компанией в результате прошлых событий, от которых компания ожидает экономической выгоды в будущем (данная трактовка содержится в принципах МСФО).
Активы имеют три основные характеристики:
1. Актив приводит к получению вероятных будущих экономических выгод при использовании имеющегося потенциала, отдельно или в сочетании с другими активами, что способствует, прямо или косвенно, увеличению будущих чистых денежных потоков;
2. Организация может получать и контролировать выгоду от использования актива;
3. Сделка или событие, послужившее возникновением права или контроля над получаемыми выгодами уже произошли.

Данные условия выполняются только для имущества коммерческих организаций. Для некоммерческих организаций, не преследующих своей целью получение экономической выгоды в виде максимизации положительного денежного потока, первое условие не выполняется.

## Чистые активы
Согласно Приказу Минфина России № 10н, ФКЦБ РФ № 03-6/пз от 29.01.2003 «Об утверждении порядка оценки стоимости чистых активов акционерных обществ» (наиболее «распространённая» и часто используемая методика) «под стоимостью чистых активов … общества понимается величина, определяемая путём вычитания из суммы активов … общества, принимаемых к расчёту, суммы … пассивов, принимаемых к расчёту.
Оценка имущества, средств в расчётах и других активов и пассивов … общества производится с учётом требований положений по бухгалтерскому учёту и других нормативных правовых актов по бухгалтерскому учёту».
В состав активов, принимаемых к расчёту, включаются:
— внеоборотные активы, отражаемые в первом разделе бухгалтерского баланса (нематериальные активы, основные средства, незавершённое строительство, доходные вложения в материальные ценности, долгосрочные финансовые вложения, прочие внеоборотные активы);
— оборотные активы, отражаемые во втором разделе бухгалтерского баланса (запасы, налог на добавленную стоимость по приобретённым ценностям, дебиторская задолженность, краткосрочные финансовые вложения, денежные средства, прочие оборотные активы), за исключением стоимости в сумме фактических затрат на выкуп собственных акций, выкупленных акционерным обществом у акционеров для их последующей перепродажи или аннулирования, и задолженности участников (учредителей) по взносам в уставный капитал.
В состав пассивов, принимаемых к расчёту, включаются:
— долгосрочные обязательства по займам и кредитам и прочие долгосрочные обязательства;
— краткосрочные обязательства по займам и кредитам;
— кредиторская задолженность;
— задолженность участникам (учредителям) по выплате доходов;
— резервы предстоящих расходов;
— прочие краткосрочные обязательства.
В мировой практике и российском законодательстве понятия «чистые активы» и «собственные средства» («собственный капитал») зачастую используются как аналогичные.
В некоторых нормативно-правовых актах России эти два понятия используются как взаимозаменяющие, например, согласно ст. 1 Федерального закона от 18.07.2011 N 228-ФЗ «О внесении изменений в отдельные законодательные акты Российской Федерации в части пересмотра способов защиты прав кредиторов при уменьшении уставного капитала, изменения требований к хозяйственным обществам в случае несоответствия уставного капитала стоимости чистых активов» указано, что «Для кредитной организации вместо стоимости чистых активов рассчитывается величина собственных средств (капитала), определяемая в порядке, установленном Центральным банком Российской Федерации».

## Фиктивные активы
Фиктивные активы — это такие активы, которые были отражены на балансовых счетах, но которых на самом деле не существует. Часто такие активы попадают на балансовые счета в результате мошенничества, несвоевременного списания активов. Легко увеличить сумму активов с помощью нематериальных активов, которые не имеют реальной коммерческой ценности.

## «Скрытые» активы
«Скрытые» активы организации — имущество, права, дополнительные возможности и иные улучшения, имеющиеся у организации, которые не отражены в балансе в стоимостной оценке (списаны, частично списаны или не подлежат бухгалтерскому учёту в соответствии с законодательством, не учтены при расчёте чистых активов или собственных средств организации), владение которыми даёт или даст в обозримом будущем преимущество или экономические выгоды организации по сравнению с другими организациями, у которых их нет. Отсутствие учёта «скрытых» активов — это занижение стоимости активов организации над стоимостью активов, которыми организация реально владеет и использует в процессе ведения финансово-хозяйственной деятельности.
Выявление и оценка «скрытых» активов организации базируется на выявлении произведённых расходов и вложений, которые были произведены организацией раньше, списаны (полностью или частично) в бухгалтерском (и/или налоговом) учёте, не находят отражения в балансе, однако имеют экономические выгоды, то есть продолжают приносить экономический эффект (или будут приносить экономический эффект в перспективе).
К «скрытым» активам могут относиться:
- организационные расходы при создании организации;
- расчётные, текущие и иные счета в кредитных организациях;
- система «клиент-банк»;
- реальные расходы на получение лицензии;
- сертификация товаров и услуг, внутрифирменные стандарты, наличие необходимых аккредитаций;
- наличие квалифицированного кадрового состава; работников (имеющих соответствующие разрешения, прошедшие специальные курсы обучения, имеющие сертификаты, права, санитарные книжки и так далее.), наличие которых в штате организации для ведения деятельности обязательно;
- аттестация рабочих мест по вредным и опасным условиям труда;
- обустройство комнаты или уголка по охране труда;
- обустройство комнаты отдыха, санитарных постов, пунктов приёма пищи;
- имеющиеся в наличии, но незарегистрированные технологии, ноу-хау, разработки и так далее;
- права на использование программных продуктов, собственные разработанные программы и блоки автоматизации обработки информации, в том числе стоимостью до 40 тысяч рублей, которые по правилам бухгалтерского и налогового учёта могли быть списаны на момент оценки;
- списанные в бухгалтерском (и налоговом) учёте основные средства, стоимостью до 40 тысяч рублей (без НДС);
- улучшение качеств основных средств, их модернизация, списанные в бухгалтерском учёте единовременно;
- наличие статуса памятника культуры у основных средств, которыми владеет или пользуется организация;
- библиотечный фонд;
- заниженная остаточная стоимость основных средств за счёт применения различных способов начисления амортизации, ускоренной амортизации;
- заниженная остаточная стоимость нематериальных активов за счёт применения различных способов начисления амортизации;
- заниженная стоимость материально-производственных запасов за счёт применения различных способов списания материально-производственных запасов;
- фактическое наличие отдельных категорий материалов в эксплуатации (специальных инструментов, приборов, приспособлений и спецодежды), списанных в бухгалтерском (и налоговом) учёте в денежном выражении;
- наличие арендных и иных прав пользования на объекты основных средств;
- наличие арендных и иных прав пользования на нематериальные активы (товарный знак, технология и так далее);
- права на кадровый состав, взятый в аренду в другой организации, аутсорсинг;
- превышение реальной стоимости дочернего или зависимого общества над уставным (акционерным) капиталом (или части), принадлежащего оцениваемой организации;
- наличие телефонных и иных коммуникаций, подключенного телефонного номера, линии подключения к Интернету и так далее;
- результаты маркетинговых исследований;
- наличие бизнес-плана тактического и/или стратегического развития компании;
- расходы на получение кредита банка, кредитной линии, наработанная положительная кредитная история;
- полученные гарантии в обеспечении обязательств оцениваемой организации (к кредитному договору, к договору поставки товара или продукции по государственным заказам и так далее);
- подписанные долгосрочные контракты;
- отложенные налоговые активы (ОНА), для организаций их не учитывающих;
- расходы на рекламу, выраженные в эффекте «узнавания на рынке» продукта или фирмы (элемент оценки бренда, торговой марки затратным методом);
- «имиджевые» государственные регистрационные знаки автотранспортных средств;
- иные «скрытые» активы.

## «Мнимые» активы
«Мнимые» активы организации — имущество, права и иные активы, учтённые в бухгалтерском (и/или налоговом) учёте, отражённые в балансе организации и учитываемые при расчёте чистых активов или собственных средств организации, но фактически отсутствующие в организации. Такие активы должны были быть уже списаны, но по каким-либо причинам этого не произошло. Владение мнимыми активами не даёт и не даст в обозримом будущем экономических преимуществ, либо экономические выгоды от владения ими несоизмеримо малы и неэффективны по сравнению со стоимостью самого актива.
Учёт «мнимых» активов — это необоснованное завышение стоимости активов организации над стоимостью активов, которыми организация реально владеет и использует в процессе ведения финансово-хозяйственной деятельности.
Выявленные и оценённые «мнимые» активы в процессе анализа и совершенствования управленческого учёта снизят (и/или приведут к необходимости корректировки в сторону уменьшения стоимости отдельных элементов активов или части стоимости отдельных элементов активов организации) величину активов организации, а соответственно приведут к снижению расчётной стоимости чистых активов (или собственных средств) организации, что в свою очередь, может повлиять на процесс принятия управленческого решения как руководства общества, так и на решения третьих лиц (вопрос о возможности выдачи кредита, целесообразность страхования, предоставления имущества в лизинг, покупка-продажа действующего бизнеса и так далее).
Выявление, отражение и учёт «мнимых» активов (в управленческом или бухгалтерском учёте) реально не влияет на фактическое положение и финансово-хозяйственное состояние организации, а лишь производит выявление и отражение в учёте уже полученных, но не нашедших своего своевременного отражения в бухгалтерском, управленческом или налоговом учёте убытков или расходов.
К мнимым активам могут относиться:
- несписанная дебиторская задолженность, нереальная к получению (взысканию);
- превышение величины уставного (акционерного) капитала (или части), принадлежащего оцениваемой организации над реальной стоимостью дочернего или зависимого общества;
- несписанная (недосписанная) стоимость основных средств, непригодных к дальнейшему использованию;
- снижение стоимости (уценка) основных средств, временно не используемых в процессе производства (законсервированные основные средства);
- избыточные улучшения в основных средствах;
- несписанная (недосписанная) стоимость нематериальных активов, непригодных к дальнейшему использованию;
- несписанная (недосписанная) стоимость расходов будущих периодов, непригодных к дальнейшему использованию;
- непригодные к использованию материалы;
- осознанное искусственное завышение величины первоначальной стоимости основных средств, нематериальных активов и расходов будущих периодов;
- завышенная остаточная стоимость основных средств за счёт применения различных способов начисления амортизации;
- завышенная остаточная стоимость нематериальных активов за счёт применения различных способов начисления амортизации;
- выданные займы учредителю, акционеру;
- отложенные налоговые активы (ОНА), которыми организация не сможет воспользоваться;
- НДС по приобретённым ценностям, который никогда не будет возмещён из бюджета;
- иные неэффективные (малоэффективные) активы и вложения.